# Qualificazioni al campionato mondiale di calcio 2018 - AFC - Primo round

## Formato
Le 12 squadre con il ranking più basso si affrontano in partite di andata e ritorno. Le 6 vincenti si qualificano per il secondo round.
Gli accoppiamenti del primo round sono stati sorteggiati il 10 febbraio 2015. L'andata si gioca il 12 marzo, il ritorno il 17 marzo 2015.
| Squadra 1     | Totale | Squadra 2 | Andata | Ritorno |
| ------------- | ------ | --------- | ------ | ------- |
| India         | 2 - 0  | Nepal     | 2 - 0  | 0 - 0   |
| Yemen         | 3 - 1  | Pakistan  | 3 - 1  | 0 - 0   |
| Timor Est     | 5 - 1  | Mongolia  | 4 - 1  | 1 - 0   |
| Cambogia      | 4 - 1  | Macao     | 3 - 0  | 1 - 1   |
| Taipei cinese | 2 - 1  | Brunei    | 0 - 1  | 2 - 0   |
| Sri Lanka     | 1 - 3  | Bhutan    | 0 - 1  | 1 - 2   |

## Incontri

### India - Nepal
| Arbitro: | Aziz Asimov |

|                  |           |  |
| Chhetri 53’, 71’ | Marcatori |  |

| Kathmandu 17 marzo 2015, ore 15:30 UTC+5:45 | Nepal    | 0 – 0 referto | India | Dashrath Rangasala Stadium (10.500 spett.)\| Arbitro: \| Al Marri \| |
| Arbitro:                                    | Al Marri |               |       |                                                                      |

### Yemen - Pakistan
| Arbitro: | Mohammad Abu Loum |

|                                      |           |                   |
| Al Matari 3’ Boqshan 59’ Al Sasi 69’ | Marcatori | 67’ (rig.) Bashir |

| Lahore 23 marzo 2015, ore 15:00 UTC+4 | Pakistan | 0 – 0 referto | Yemen | Punjab Stadium (2.200 spett.)\| Arbitro: \| Jinho Yu \| |
| Arbitro:                              | Jinho Yu |               |       |                                                         |

### Timor Est - Mongolia
| Arbitro: | Sivakorn Pu-Udom |

|                                 |           |                |
| Quito 3’, 7’ Silva 83’ Neto 85’ | Marcatori | 87’ Batmönkiin |

| Arbitro: | Di Wang |

|  |           |            |
|  | Marcatori | 9’ Fabiano |

### Cambogia - Macao
| Arbitro: | Ho Wai Sing |

|                                   |           |  |
| Vathanaka 64’, 81’ Laboravy 90+1’ | Marcatori |  |

| Arbitro: | Yakoob ABdul Baki |

|                  |           |         |
| Leong 52’ (rig.) | Marcatori | 28’ Bin |

### Taipei Cinese - Brunei
| Arbitro: | Rowan Arumughan |

|  |           |          |
|  | Marcatori | 36’ Said |

| Arbitro: | Turki Alkhudhayr |

|  |           |                  |
|  | Marcatori | 37’ Wang 53’ Chu |

### Sri Lanka - Bhutan
| Arbitro: | Fu Ming |

|  |           |           |
|  | Marcatori | 84’ Dorji |

| Arbitro: | Marai Al Awaji |

|                   |           |            |
| Gyeltshen 5’, 90’ | Marcatori | 34’ Zarwan |